# Willis A. Gorman

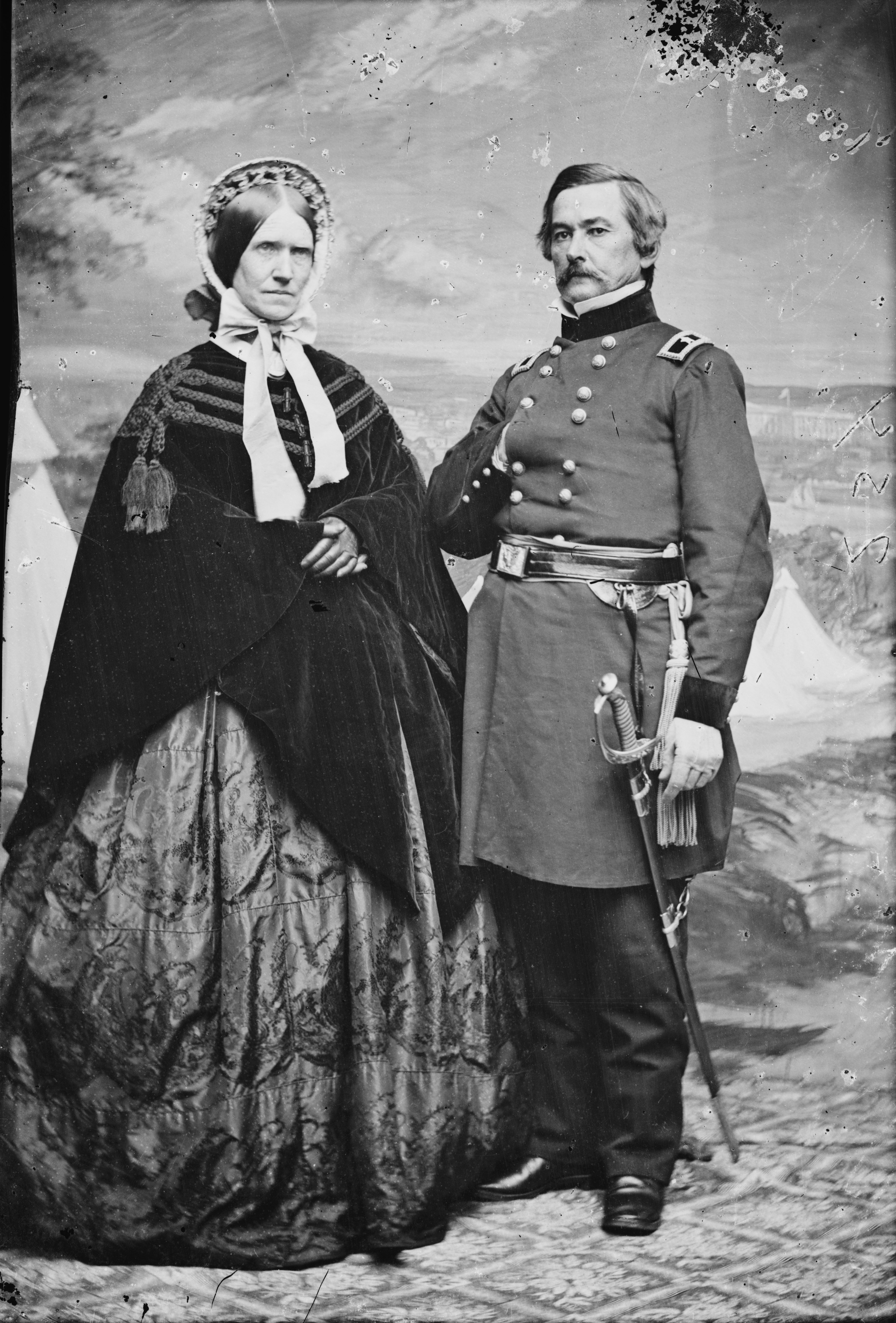
Willis A. Gorman mit seiner Ehefrau Martha

Willis Arnold Gorman (* 22. Januar 1816 in Flemingsburg, Fleming County, Kentucky; † 20. Mai 1876 in Saint Paul, Minnesota) war ein US-amerikanischer Politiker und von 1853 bis 1857 Gouverneur des Minnesota-Territoriums. Zwischen 1849 und 1853 vertrat er den Bundesstaat Indiana im US-Repräsentantenhaus.

## Frühe Jahre und Aufstieg
Willis Gorman kam  1835 mit seinen Eltern nach Bloomington. An der dortigen Indiana University studierte er Jura. Nach seiner Zulassung als Rechtsanwalt im Jahr 1845 begann er in Bloomington in seinem neuen Beruf zu arbeiten. Gorman war Mitglied der Demokratischen Partei. Zwischen 1837 und 1838 war er Schriftführer im Senat von Indiana; von 1841 bis 1844 war er Abgeordneter im Repräsentantenhaus des Staates. Zu Beginn des Mexikanisch-Amerikanischen Krieges trat er als Freiwilliger in das US-Heer ein. Bis zum Ende des Krieges stieg er in der Armee bis zum Oberst auf. Er nahm an mehreren Schlachten teil und wurde mehrfach verwundet.

## Kongressabgeordneter und Territorialgouverneur
Nach seiner Rückkehr nach Indiana wurde Gorman als Kandidat seiner Partei in das US-Repräsentantenhaus gewählt. Nach einer Wiederwahl konnte er dieses Mandat zwischen dem 4. März 1849 und dem 3. März 1853 ausüben. Nach seiner Zeit im Kongress wurde Gorman vom neuen US-Präsidenten Franklin Pierce zum Gouverneur des Minnesota-Territoriums ernannt. Dieses Amt hatte er zwischen dem 15. Mai 1853 und dem 23. April 1857 inne. 1857 war er Delegierter auf der verfassungsgebenden Versammlung von Minnesota. Von 1857 bis 1861 arbeitete er als Rechtsanwalt in Saint Paul. Außerdem war er 1858 bis 1859 Abgeordneter im Repräsentantenhaus von Minnesota.

## Weiterer Lebenslauf
Bei Ausbruch des Bürgerkriegs trat Gorman als Oberst in das Heer der Union ein. Er nahm erneut an einigen Schlachten teil und wurde zum Brigadegeneral befördert. Nach dem Krieg war er wieder Rechtsanwalt in Saint Paul und von 1869 bis 1875 war er dort auch Staatsanwalt. Willis Gorman starb am 20. Mai 1876. Seit 1836 war er mit Martha Stone verheiratet.